# Милликен, Айзек Лоуренс
Айзек Лоуренс Милликен (англ. Isaac Lawrence Milliken; 29 августа 1815 года — 2 декабря 1885 года) — американский политик, мэр Чикаго в 1854—1855 годах от Демократической партии.
До прихода в политику Айзек Милликен был кузнецом. В 1854 на выборах мэра победил кандидата от Партии трезвости Амоса Трупа и стал главой города. Занимал этот пост в течение одного года. После пребывания на посту мэра остался на государственной службе, став полицейским судьёй.
Умер в 1885 году и похоронен на кладбище «Роусхилл» в Чикаго.